# پنگوئن چشم‌زرد
پنگوئن چشم‌زرد (نام علمی: Megadyptes antipodes) یا هویهو (به انگلیسی: Hoiho) گونه‌ای پنگوئن بومی نیوزلند است. در گذشته تصور می‌شد که این پنگوئن‌ها به پنگوئن کوچک نزدیک باشند اما تحقیقات مولکولی بیشتر نشان داد که این‌ها به زردچشمان نزدیک‌اند. آن‌ها مانند بسیاری از پنگوئن‌های دیگر، عمدتاً ماهی‌خوار هستند.